# Doloplazy (Neveklov)
Doloplazy je samota, část města Neveklov v okrese Benešov. Nachází se 4 km na východ od Neveklova. V roce 2009 zde byly evidovány dvě adresy.
Doloplazy leží v katastrálním území Neštětice o výměře 6,59 km².

## Historie
První písemná zmínka o vesnici pochází z roku 1495.
Za druhé světové války se ves stala součástí vojenského cvičiště Zbraní SS Benešov a její obyvatelé se museli 31. prosince 1943 vystěhovat.

## Další fotografie

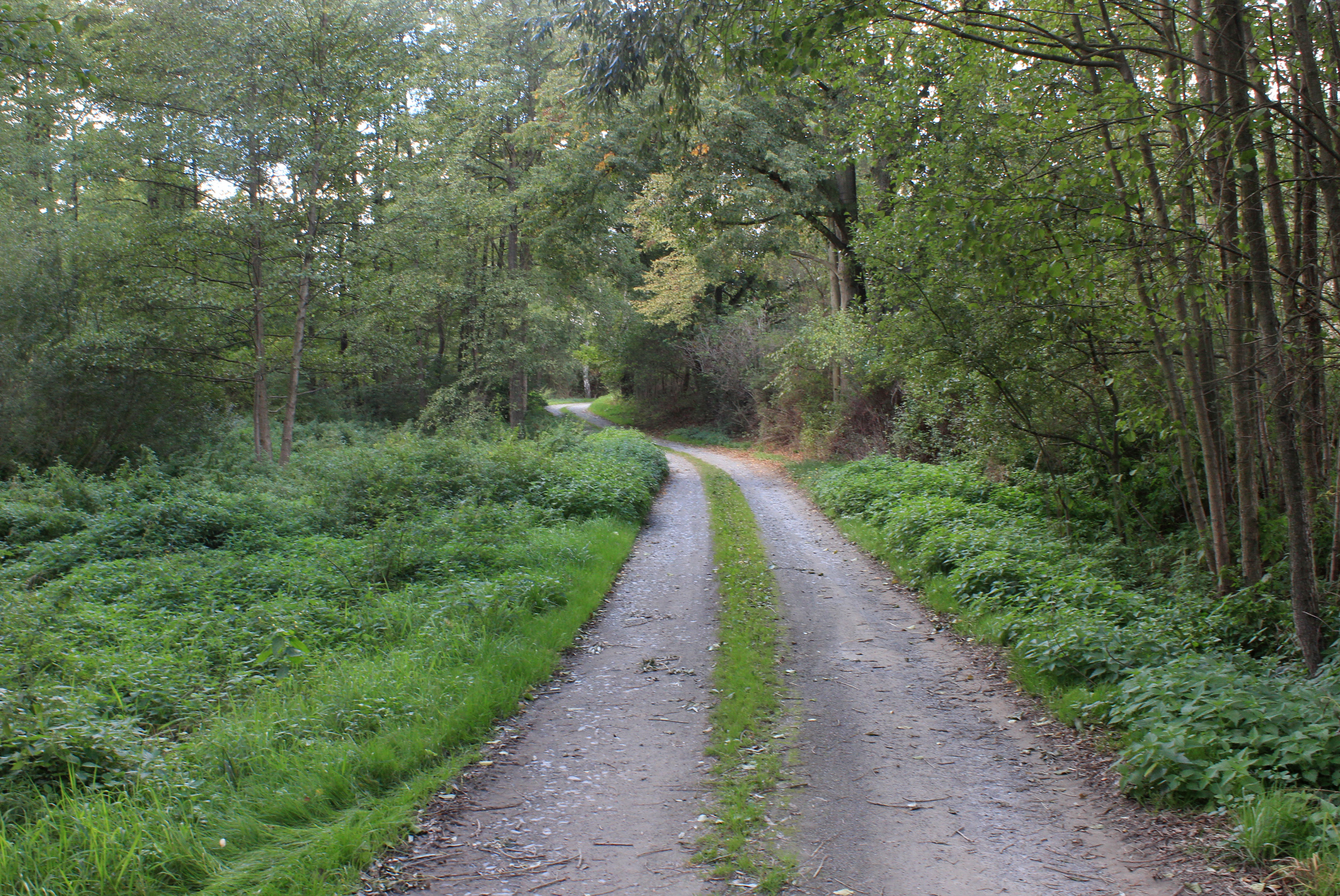
Silnice k samotě
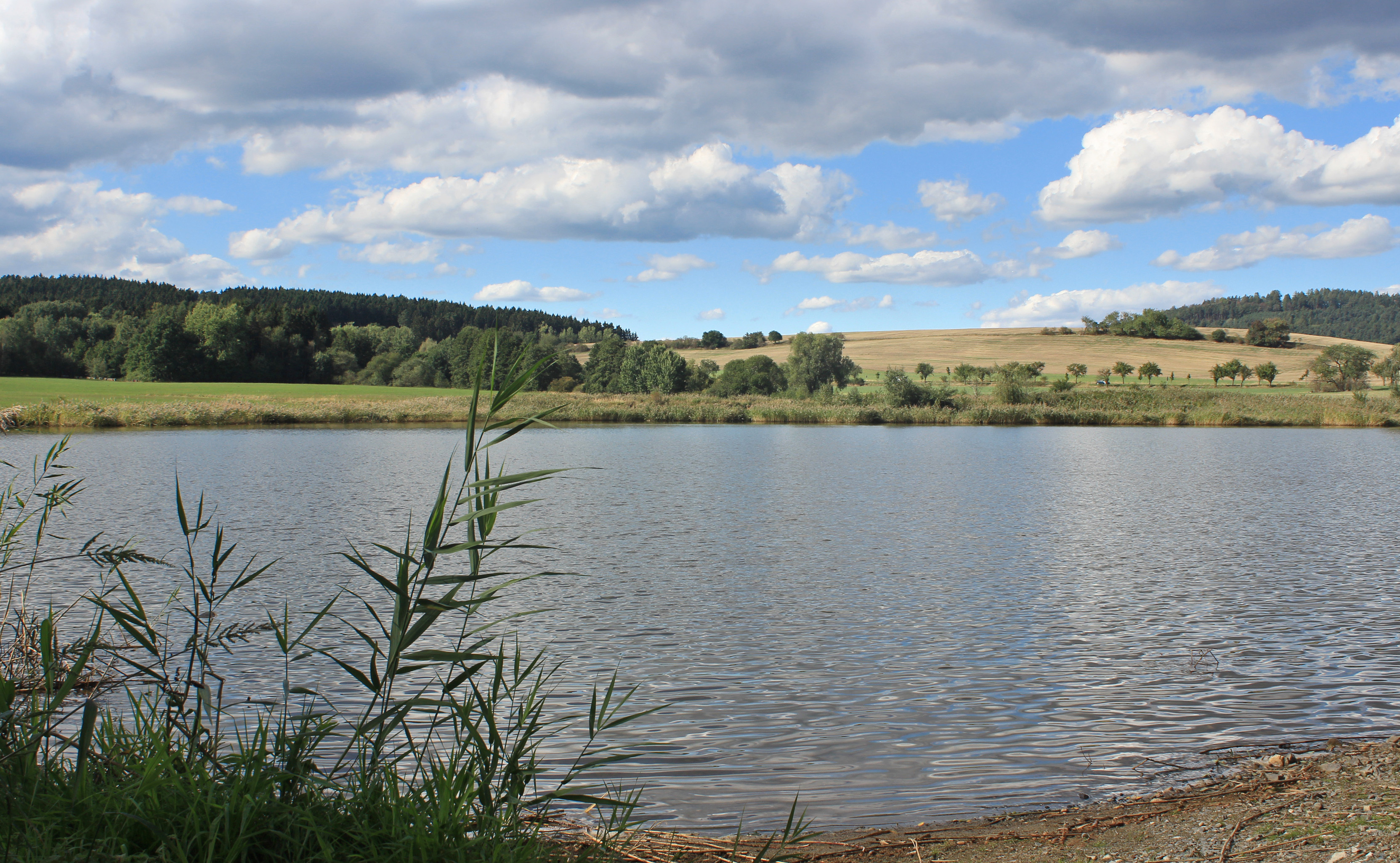
Rybník Mnichovec u Doloplazů